# Bailu
Dans les calendriers traditionnels d’Extrême-Orient, le bailu (chinois : 白露 ; pinyin : báilù ; litt. « rosée blanche ») correspond à la quinzième période solaire. Le bailu débute lorsque le soleil est à la longitude 165° (ce qui a lieu selon les années entre le 7 et le 9 septembre) et se termine lorsqu’il est à longitude 165° (entre le 22 et le 24 septembre), pour Qiufen. La fête de la mi-automne est fêtée aux environs de la période de fin.
| Année | début            | fin               |
| ----- | ---------------- | ----------------- |
| 辛巳  | 7 sep 2001 13:46 | 22 sep 2001 23:04 |
| 壬午  | 7 sep 2002 19:31 | 23 sep 2002 04:55 |
| 癸未  | 8 sep 2003 01:20 | 23 sep 2003 10:46 |
| 甲申  | 7 sep 2004 07:12 | 22 sep 2004 16:29 |
| 乙酉  | 7 sep 2005 12:56 | 22 sep 2005 22:23 |
| 丙戌  | 7 sep 2006 18:39 | 23 sep 2006 04:03 |
| 丁亥  | 8 sep 2007 00:29 | 23 sep 2007 09:51 |
| 戊子  | 7 sep 2008 06:14 | 22 sep 2008 15:44 |
| 己丑  | 7 sep 2009 11:57 | 22 sep 2009 21:18 |
| 庚寅  | 7 sep 2010 17:44 | 23 sep 2010 03:09 |
| 辛卯  | 7 sep 2011 23:34 | 23 sep 2011 09:04 |
| 壬辰  | 7 sep 2012 05:29 | 22 sep 2012 14:48 |
| 癸巳  | 7 sep 2013 11:16 | 22 sep 2013 20:44 |
| 甲午  | 7 sep 2014 17:01 | 23 sep 2014 02:29 |
| 乙未  | 8 sep 2015 22:59 | 23 sep 2015 08:20 |
| 丙申  | 7 sep 2016 04:51 | 22 sep 2016 14:21 |

Source : JPL Horizons On-Line Ephemeris System